# REMA 1000-ligaen (kvinder)
Eliteserien er den øverste håndboldrække i norsk håndbold hos kvinder. Siden sæsonen 2019/20 har den kørt under sponsornavnet REMA 1000-ligaen og består af 12 hold hos begge køn, der således spiller et grundspil på 22 kampe efterfulgt af et slutspil.

## Hold i sæsonen 2018-19
| Hold                | By           | Arena                   | Placering i foregående sæson |
| ------------------- | ------------ | ----------------------- | ---------------------------- |
| Byåsen Elite        | Trondheim    | Trondheim Spektrum      | 4.                           |
| Fana Elite          | Bergen       | Fana Arena              | 1 (i 1. division)            |
| Fredrikstad BK      | Fredrikstad  | Kongstenhallen          | 6.                           |
| Gjerpen IF          | Skien        | Skienshallen            | 7                            |
| Larvik HK           | Larvik       | Boligmappa Arena Larvik | Sølv                         |
| Molde HK            | Molde        | Molde Arena             | 9.                           |
| Oppsal IF           | Oslo         | Oppsal Arena            | 8.                           |
| Rælingen HK         | Rælingen     | Marikollhallen          | 3. (i 1. division)           |
| Skrim Kongsberg     | Kongsberg    | Kongsberghallen         | 2. (i 1. division)           |
| Storhamar HE        | Hamar        | Boligpartner Arena      | Bronze                       |
| Tertnes Elite       | Bergen       | Haukelandshallen        | 5.                           |
| Vipers Kristiansand | Kristiansand | Aquarama                | Guld                         |